# Szajánok
A Szajánok (oroszul Саяны [Szajani], mongolul Соёны нуруу [Szojoni nuruu]) hegyvidék Oroszországban és egy kisebb része Mongóliában; Szibéria déli hegyvidékeinek része. Az Altaj és a Bajkál-tó között nyugat–keleti irányban mintegy 1200 km hosszan nyúlik el.

## Neve
Neve a szajánok (szojonok, szojótok), a Felső-Jenyiszej mentén egykor élt nép nevéből származik. Kezdetben csak a központi hegyláncot jelölte, később az egész hegyvidék neve lett.

## Részei, határai
A területet mély folyóvölgyekkel elválasztott, közepesen magas hegyláncok jellemzik. Többségük 1000–2000 m magas, a legmagasabb gerincek 2500–3000 m-re emelkednek; a Szajánok legmagasabb csúcsa a Munku-Szardik (3491 m). A hegyvidék nem egységes. Természetföldrajzi jellemzői alapján két nagy részre: a Nyugati-Szaján és a Keleti-Szaján hegységeire osztható. Egyes források harmadik részként említik a hegyekkel övezett Minuszinszki-medence rendszerét is.
Az Altaj és a Bajkálmellék között húzódó Szajánok hossza kb. 1200 km. Nyugaton 150–200 km széles (a medencék rendszerét is hozzászámítva 550–600 km), keleti szegélyén csupán 50–60 km. Északon a Minuszinszki-medence, (a medencéket pedig északon a Közép-szibériai-fennsík), délen nagyobb részét a Tuvai-medence határolja.

### Nyugati-Szaján

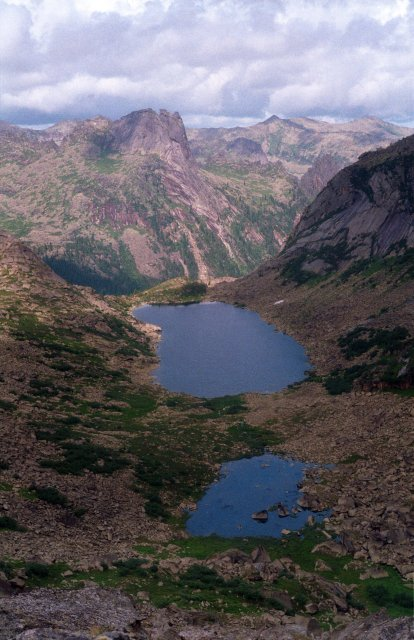
A Jergak-Targak-hegység a Nyugati-Szajánban

A Nyugati-Szaján viszonylag keskeny, zömmel északkeleti csapású hegyvonulatok rendszeréből áll. Az Abakan folyó forrásvidékétől, illetve a Sapsal-hegységtől északkelet felé kb. 600–650 km hosszan, a Kazir és az Uda forrásvidékéig terjed, ahol a Keleti-Szajánhoz kapcsolódik. Középső része északon meredeken esik le a Minuszinszki-medence felé, déli lejtőinek lábánál a Tuvai-medence kezdődik.
A vízválasztót hordozó központi hegylánc, a Szaján-hegyvonulat (vagy Szaján-hegység) nyugaton – a mélyen bevágott Jenyiszej-völgyig – 2500 m fölé magasodik, néhol a 2800–2900 m-t is eléri. Ennek déli részén található a Nyugati-Szaján legmagasabb csúcsa, a Kizil-Tajga (3121 m). A központi hegyláncnak a Jenyiszej-völgytől keletre fekvő középső része alacsonyabb (legmagasabb pontja 2263 m), de tovább kelet felé ismét magasra emelkedik (Jergak-Targak vagy Tazarma-hegység néven) és a Keleti-Szajánnal összeérve megközelíti a 3000 m-es magasságot.
A központi hegylánc nyugat részéből két nagy hegyvonulat indul ki: egy északkeleti (Kantyegir-, Dzsebas- és Borusz-hegyvonulat) és egy délkeleti (Hemcsiki- és Kurtusibinszki-hegyvonulat). Ezeket tipikus középhegységi domborzat jellemzi, csúcsaik 2000–2400 m-re magasodnak.

### Keleti-Szaján

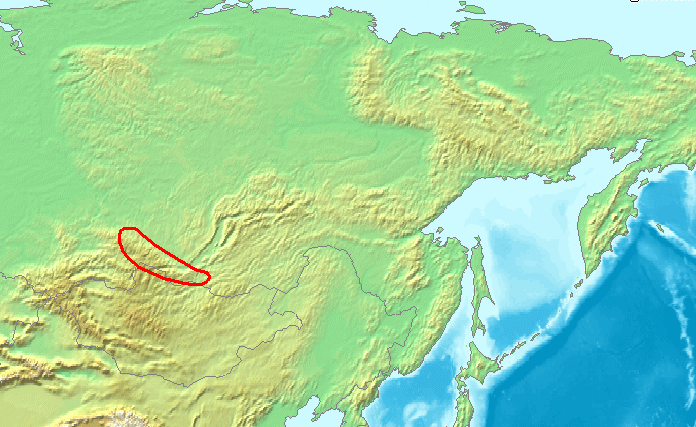
A Keleti-Szaján fekvése

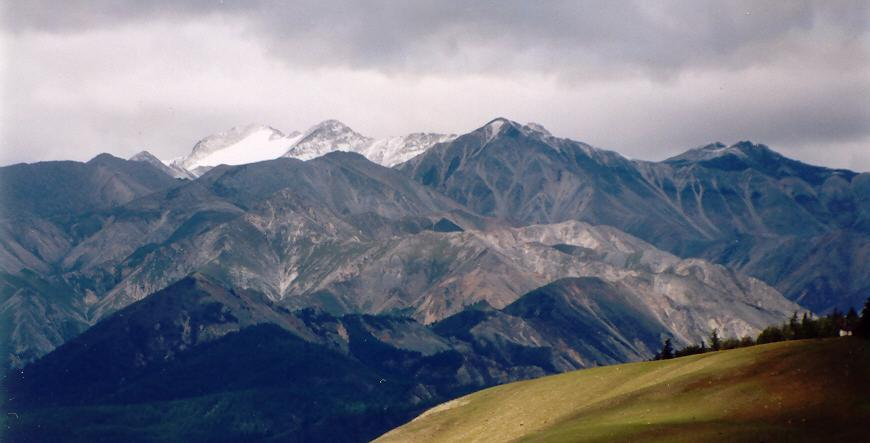
A Keleti-Szaján egy részlete, a háttérben a Munku-Szardik csúccsal

A Keleti-Szaján nyugati „testvérére” merőlegesen, északnyugat–délkeleti irányban több mint 1000 km hosszan nyúlik el. Északnyugaton Krasznojarszk környékéig ér, délkeleten a Tunka-árok (a Bajkál-medence meghosszabbítása) választja el a Bajkálmelléktől. Északkeleten lépcsősen ereszkedik le, majd ott az Angara-völgyig terjedő Irkutszk-cseremhovói-síkság váltja fel.
Legmagasabb masszívumai alkotják a fő vízválasztót a Jenyiszej és az Angara között. Északnyugat felé a központi láncot széles, lapos hegyvonulatok alkotják, melyeket belogorjenek (vagyis „fehér hegy”-nek) neveznek. Közülük a két legnagyobb a Mana, illetve a Kan folyóról elnevezett „fehér hegy” (Manszkoje belogorje, Kanszkoje belogorje). Az elnevezés onnan ered, hogy a magasabb térszíneken foltokban nyáron is megmarad a hó, és a tetőket világos színű zuzmós-tundra uralja. A központi lánc középső és keleti részein a lapos „fehér hegyek”-et magasabb, alpi jellegű hegyes csúcsokban végződő masszívumok váltják fel (Nagy-Szaján, Munku-Szardik, Tunka-golec, Kitoj-golec; az orosz golec szó kopár, sziklás hegyet, hegytetőt jelent).
Kialakulása az archaikumi bajkál hegységképződéssel kezdődött, így ma jelentős területeken fordulnak ősi kőzetek: gneisz, amfibolit, zöld pala. A Nyugati-Szajánt a későbbi kaledóniai szerkezeti mozgások hozták létre, és ott nagy területeket építenek fel paleozoikumi üledékes kőzetek (pala, homokkő, mészkő, konglomerátumok); a Keleti-Szajánban a kaledóniai gyűrődés kisebb szerepet játszott. Később az évmilliókig tartó lepusztulás nyugaton és keleten egyaránt alacsony, lapos tönkfelszíneket hozott létre, melyeket még későbbi szerkezeti mozgások szétdaraboltak és ismét megemeltek. Helyenként vulkánok törtek fel, a Keleti-Szaján központi fennsíkját is lávatakaró borította be. Végül a hegységek domborzatát a jégkorszakok formálták át. A jégkori gleccserek munkájának eredményei a Keleti-Szaján mai felszínéből kimeredő éles sziklacsúcsok és a hegyvonulatokat elválasztó keskeny, rendkívül mély glaciális völgyek. Az egykori nagy gleccserekből napjainkra alig maradt valami: a legnagyobb gleccser sem hosszabb három kilométernél (az 1970-es évek adata).

## Éghajlata
Az óceánoktól távol, Belső-Ázsia északi szegélyén elterülő Szajánok éghajlata szélsőségesen kontinentális. A tél hosszú, hideg és kevéssé csapadékos; a nyár csapadékosabb és csak mérsékelten meleg. Az egyes részek éghajlati viszonyai azonban a földrajzi helyzettől, a domborzattól és a magasságtól függően nagyon eltérők. A hőmérséklet a magassággal csökken, ez különösen a nyárra jellemző. A nyár a hegyekben rövid. A júliusi középhőmérséklet a hegyek közti alacsonyabb részeken 17–21 °C, 1000–1200 m magasságban 14–16 °C, a magashegységekben pedig csak 8–10 °C, és bármikor előfordulhat fagy vagy hózivatar. A medencéket a nagy évi hőmérséklet-ingadozás: nyáron forróság, télen az erős hideg jellemzi.
Általában a magasabb hegyekben több, az alacsonyabb térszíneken kevesebb a csapadék. A legtöbb csapadék a Nyugati-Szaján északi és a Keleti-Szaján nyugati lejtőire érkezik (1000–2000 m-en évi átlagban 700–800 mm). A hegyekkel körülzárt medencék csak igen kevés csapadékot kapnak.

## Folyói
Legnagyobb folyója, a Jenyiszej előbb a Nyugati-Szaján hegységein töri át magát, lejjebb a Minuszinszki-medencében síksági folyóként halad tovább, majd a Keleti-Szaján északi nyúlványain keresztül folytatja útját. A Nyugati-Szaján északi részénél megépített Szajano-susenszkojei vízerőmű gátja a Jenyiszejt visszaduzzasztotta, medrét a hegységek között hosszan kanyargó víztározóvá szélesítette.
A folyók többsége a Jenyiszej vízrendszeréhez, a Keleti-Szaján folyóinak egy része pedig az Angara vízrendszeréhez tartozik.
- A Jenyiszejbe ömlő legnagyobb folyók:
  - a Nyugati-Szajánban a Kantyegir
  - a Keleti-Szajánban eredő mellékfolyók: a Kazir és az Amil egyesülésével keletkező Tuba (119 km; a Kazirral együtt 507 km), a Mana (475 km) és a Kan (629 km)
- Az Angara Keleti-Szajánban eredő bal parti mellékfolyói a Kitoj (316 km), az Irkut (488 km) és az Oka (630 km).

## A Minuszinszki-medence vidéke
Délen a Nyugati-Szaján, északkeleten a Keleti-Szaján nyúlványai, valamint nyugaton az Abakáni-hegység és a Kuznyecki-Alatau hegylábai által keretezett térséget a Minuszinszki-medence (vagy süllyedék) foglalja el. A medencefenék tengerszint feletti magassága változó; legalacsonyabb pontján 240 m, más részein a 600–700 m-t is eléri. Több részből tevődik össze, az egyes medencék között a hegyek nyúlványai képezik a választóvonalat. Északról dél felé:
- Nazarovszki-medence (vagy Nazarovói-medence)
- Csulim–Jenyiszej-medence (vagy Észak-minuszinszki-medence)
- Szida–Jerba-medence (vagy Közép-minuszinszki-medence; a Szida és a Jerba folyó egyaránt a Krasznojarszki-víztározóba ömlik)
- déli része a szűk értelemben vett Minuszinszki-medence, melyet Hakassz-Minuszinszki-medencének is neveznek.[2]